# ستيوارت الكسندر هندرسون
ستيوارت الكسندر هندرسون هو سياسي كندي، ولد في 19 سبتمبر 1863، وتوفي في 17 فبراير 1945.